# NGC 3888
NGC 3888 est une galaxie spirale barrée située dans la constellation de la Grande Ourse. NGC 3888 a été découverte par l'astronome germano-britannique William Herschel en 1789.

## Caractéristiques
La classe de luminosité de NGC 3888 est III et elle présente une large raie HI. C'est aussi une galaxie à sursaut de formation d'étoiles.

### Distance
Sa vitesse par rapport au fond diffus cosmologique est de 2 560 ± 12 km/s, ce qui correspond à une distance de Hubble de 37,7 ± 2,7 Mpc (∼123 millions d'al).
À ce jour, six mesures non basées sur le décalage vers le rouge (redshift) donnent une distance de 39,850 ± 1,887 Mpc (∼130 millions d'al), ce qui est à l'intérieur des valeurs de la distance de Hubble.

### Émission de radiation ultraviolette
NGC 3888 est une galaxie dont le noyau brille dans le domaine de l'ultraviolet. Elle est inscrite dans le catalogue de Markarian sous la cote Mrk 188 (MK 188).

## Supernova
La supernova SN 2015Q été découverte  dans NGC 3888 le 17 juin 2015 par l'astronome amateur américain Patrick Higgins (en). Cette supernova était de type Ib.

## Groupe de NGC 3780
NGC 3888 est un membre d'un petit groupe de galaxies, le groupe de NGC 3780. En plus de NGC 3780 et de NGC 3888, ce groupe compte deux autres galaxies soit UGC 6596 et UGC 6774.